# Hugo Distler
Cet article concerne un organiste et compositeur allemand. Pour le patineur artistique autrichien, voir Hugo Distler (patinage artistique).
August Hugo Distler, né le 24 juin 1908 à Nuremberg, décédé le 1er novembre 1942 à Berlin, est un organiste et compositeur allemand, surtout connu pour sa musique chorale sacrée et profane.

## Biographie
Il étudie le piano au conservatoire de Leipzig, puis sur les conseils d'un professeur, la composition et l'orgue. Il devient organiste et cantor (maître de chapelle) de l'église Saint-Jacques (Jakobikirche) à Lübeck (1931-1937). C'est à Lübeck qu'il rencontre sa future épouse, Waltraut Thienhaus (1911-1998).
De 1937 à 1940, il enseigne la composition et l'orgue à la Musikhochschule (École supérieure de musique) de Stuttgart, puis à l'école de musique sacrée de Spandau (Berlin). Il y dirige également le chœur et la maîtrise.
Profondément chrétien, il refuse de collaborer avec les nazis. Objecteur de conscience et donc en danger de mort, harcelé par des menaces de plus en plus pressantes de mobilisation, également isolé et déprimé par la mort de ses amis sur le front, par les bombardements aériens et les difficultés de travailler, il se suicide le 1er novembre 1942 en s'asphyxiant au gaz. Au soir du 30 octobre, avant-veille de sa mort, il avait appris que, dès le 2 novembre, il allait une nouvelle fois recevoir un avis d'ajournement mais qu'un sixième ordre de mobilisation lui parviendrait dès le 3 novembre. Rappelant que, dans l'Allemagne nazie, l'objection de conscience était punie de mort, le Site officiel Hugo Distler donne les précisions suivantes (voir dans ce site la rubrique : Dietrich Bonhoeffer über Hugo Distler, le célèbre théologien et résistant allemand ayant rédigé des lettres de captivité publiées initialement en 1951, 6 ans après sa pendaison par le régime nazi) :
« L'ordre de mobilisation du 14 octobre 1942 vint du commandement militaire d'Eberswalde. La réponse officielle à sa demande (c'est-à-dire un nouvel ajournement du service militaire) arriva le 2 novembre, chez lui, dans son appartement de fonction, Bauhofstrasse à Berlin. Le soir qui précéda son suicide Hugo Distler avait eu connaissance de cet ajournement, mais quelques jours avant il avait été informé par les autorités d'Eberswalde qu'en cas de nouvelle demande de sa part, il aurait à compter, dès le 3 novembre, avec un nouvel ordre de mobilisation ». 
Peu avant sa mort, à travers la citation d'un texte célèbre du poète romantique allemand Novalis (datant de 1799), il avait affirmé son unique confiance dans le Christ et le christianisme pour que l'Europe se réveille enfin des bains de sang et de la folie, et que les droits des peuples soient pleinement assurés :
« Le sang coulera sur l'Europe jusqu'à ce que les nations se rendent compte de leur épouvantable folie qui les entraîne dans son errance infinie, et jusqu'à ce qu'elles soient touchées profondément par une musique sainte, puis, pacifiées, qu'elles aillent vers les anciens autels dans un mélange multicolore en entreprenant des œuvres paisibles, et qu'elles célèbrent avec des larmes brûlantes une grande fête de la paix sur les lieux de batailles fumants. Seule la religion peut réveiller l'Europe et assurer le droit des peuples, et la chrétienté, dans une nouvelle splendeur, reprendre de manière visible, sur terre, son ancienne fonction créatrice de paix. ».
La croix érigée sur sa tombe, au cimetière de Stahnsdorf, porte la référence d'un passage de l'Évangile de Saint Jean (16,33) : « Dies habe ich zu euch gesagt, damit ihr in mir Frieden habt. In der Welt seid ihr in Bedrängnis ; aber habt Mut : Ich habe die Welt besiegt » (« Je vous ai dit cela, afin qu'en moi vous ayez la paix. Dans le monde vous êtes dans les agressions et l'urgence. Mais ayez courage : j'ai vaincu le monde »).

## Œuvres
Son œuvre, polyphonique, souvent mélismatique et non assujettie aux barres de mesures, est aussi partiellement basée sur une gamme pentatonique. Cette conception hors-normes avait amené les nazis à la stigmatiser comme « art dégénéré ».
Citons par exemple sa célèbre Totentanz (Danse des morts, novembre 1934, pour le Dimanche des Morts), chantée sur des maximes extraites du Cherubinischer Wandersmann (Le Pèlerin chérubinique) du poète allemand Angelus Silesius (1657). L'œuvre, empreinte d'intériorité, est écrite pour un chœur à 4 voix (14 courts mais très beaux motets) alternant avec d'assez brefs dialogues inspirés de la Danse macabre de Lübeck et dits par les différents protagonistes de l'action. La notion de danse (collective) n'est présente que dans le titre : elle est reprise dans le texte seulement.
Hors de l'église, Distler connut son premier succès en 1935 aux Journées musicales de Cassel (Kasseler Musiktage). En décembre 1936 les nazis tentèrent d'empêcher l'exécution de sa Weihnachtsgeschichte (Histoire de Noël), dans l'église Saint-Jacques. La Gestapo dispersa un rassemblement de chrétiens luthériens qui le soutenaient. Elle arrêta son élève, le compositeur Jan Bender (de). Outre la musique, les nazis n'avaient pas apprécié le texte annonçant dès les premiers mots : « Das Volk, so im Finstern wandelt... » : « Le peuple erre dans la nuit »... en attendant la naissance d'un enfant juif venu en Sauveur.
Dans cette œuvre, qui s'ordonne autour du chœur a cappella, les interventions du récitant et des différents personnages sont confiées à des voix seules, qui chantent sur un mode récitatif assez proche de la psalmodie. Le peuple est représenté par le chœur, traité en polyphonie. Des chorals, traités de la même manière, commentent les différents moments de la partition.
Distler obtint son plus grand succès public en 1939, à Graz (en Autriche annexée), au Festival de Musique Chorale Allemande, quand le chœur de la Hochschule de Stuttgart donna la première partie de son Mörike-Chorliederbuch (1938/39 : « Livre de pièces chorales sur des poèmes d'Eduard Mörike »). L'évènement fut considéré comme le moment le plus marquant de ce festival, mais l'œuvre ne se répandit qu'après la guerre. L'ouvrage complet a été reconnu comme « le plus important recueil de musique chorale profane allemande a cappella pour le XXe siècle ».
Distler est également l'auteur de cantates, et, dans le domaine instrumental, de pièces pour orgue, de musique de chambre (sonates) et de deux concertos pour clavecin (1930/32, 1935). Le second, créé en avril 1935, fut immédiatement condamné par les nazis, comme « musique bolchevique. »
Les formes musicales qu'il emploie et même son style sont une réinvention très personnelle de la musique d'Heinrich  Schütz et d'autres compositeurs polyphoniques des XVIIe et XVIIIe siècles allemands.
Avant tout, « Distler a mis son art au service du culte luthérien pour lequel il a composé des motets sur des mélodies de chorals, des pièces liturgiques et divers cycles pour les vêpres. Son œuvre a exercé une influence décisive sur le développement de la musique protestante et de la musique chorale en Allemagne ».
Le nom de Distler a souvent été associé à celui de compositeurs allemands de musique chorale, comme Johann Nepomuk David, Ernst Pepping et Wolfgang Fortner. Après la guerre, son style influença d'autres compositeurs plus tardifs.

## Le chœur Hugo Distler de Berlin
En 1953, Klaus Fischer-Dieskau (frère d'une des principales figures du chant allemand au XXe siècle, le baryton Dietrich Fischer-Dieskau) a créé le Hugo-Distler-Chor Berlin (le « Chœur Hugo Distler de Berlin »). Ce chœur existe toujours (2023/2024).

## Discographie
- « Hugo Distler. Geistliche Chormusik » : Totentanz / Motets op. 12 (Berliner Vokalensemble. Dir. : Bernd Stegmann). CD : Cantate C 58007. Année 1994 (Cantate-Musicaphon, Cassel).

Les motets sont les numéros 5-9 de l'op. 12  : 
« Ich wollt dass ich daheime wär » (« Je voulais être à la maison »)
« Wachet auf, ruft uns die Stimme » (« Réveillez-vous, nous appelle la voix » : motet basé sur le Choral du veilleur)
« In der Welt habt ihr Angst » (« Dans le monde vous avez peur »)
« Das ist je gewisslich wahr » (« C'est une parole digne de foi ». Traduction plus littérale : « C'est une vérité certaine »)
« Fürwahr, er trug unsere Krankheit » (« Vraiment, il porta notre maladie »)

## Hommages
Est nommé en son honneur (11037) Distler, un astéroïde de la ceinture principale découvert en 1989.